# Евелін Банев
Евелін Банев (болг. Евелин Банев; 8 жовтня 1964), також відомий під псевдонімом Брендо — підприємець у сфері нерухомості, письменник, колишній професійний борець, найголовніше — міжнародно відомий злочинець
Банев став відомий своїм ув'язненням та численними кримінальними переслідуваннями за нібито відмивання грошей та торгівлю наркотиками, включаючи Болгарію та Італію. У липні 2014 року Апеляційний суд Софії виправдав Банева за всіма звинуваченнями проти нього та скасував 7,5-літній вирок, винесений раніше Софійським міським судом. У вересні 2015 року Верховний касаційний суд Італії скасував його 20-річний термін ув'язнення за торгівлю наркотиками та повернув справу на новий розгляд до Апеляційного суду Мілана. Переслідування Банева, злочинна діяльність та ув'язнення були дуже суперечливими та політизованими. Під час його ув'язнення 10-річну доньку Банева було викрадено й звільнено після майже двох місяців у полоні.
2015 року Банев видав книгу «Я дивлюсь на душу Болгарії», яку він написав у в'язниці.

## Ранні роки, освіта
Банев народився в Бургасі, Болгарія.
З 1985 року, коли він вступив до Національної спортивної академії, Брендо жив у Софії. Під час навчання в Академії, Банев часто їздив у міжнародні табори, на турніри та змагання з боротьби, представляючи клуб «Академік — Софія» та національну збірну Болгарії. Банев був удостоєний титулу «Майстер спорту» в Болгарії та займався боротьбою в категорії 74 році кг під керівництвом тренера Димитра Добрева.

## Підприємництво
Після політичних змін у Східній Європі 1989 року Банев більшість часу проводив за межами Болгарії. Він накопичив свої статки під час бульбашки доткомів. Він також є інвестором у нерухомість та підприємцем, який бере участь у численних проектах на болгарській Рив'єрі та у столиці.

## Кримінальне переслідування
У квітні 2007 року прокуратура Софії звинуватила Банева в організації злочинної групи та відмиванні грошей. Згодом його заарештували і відпустили під заставу.
Справа Банева викликала резонанс у ЗМІ у 2008 році, коли Швейцарія погодилася зняти свою банківську таємницю та подати банківську документацію до болгарської влади. Пізніше було оприлюднено, що у своїх проханнях про надання судової допомоги Швейцарії прокуратура Болгарії надіслала неправдиву інформацію — тобто заявила, що Банева звинувачують у незаконному обігу та розповсюдженні наркотиків, а не у відмиванні грошей.
Справа довгий час була на розгляді, а судові засідання перенесли на вимогу прокуратури. Щодо цієї справи, різні болгарські ЗМІ та звіти комісій ЄС коментували безпідставні звинувачення та зловживання владою з боку прокуратури. В цей час болгарська влада ініціювала операцію «Кокаїнові королі» з висвітленням у ЗМІ, включаючи прес-конференцію з владою Італії. Під час операції було заарештовано близько 30 осіб, включаючи Банева. Його звинуватили у фінансуванні незаконного обігу наркотиків між Південною Америкою та Європою, а Італія взяла на себе відповідальність за кримінальне обвинувачення.
Після операції «Кокаїнові королі» Італія попросила тимчасово екстрадувати Банева, Апеляційний суд Болгарії підтвердив екстрадицію терміном на 1 рік для Банева до Італії 17 липня 2012 року з умовою, що його повернуть до Болгарії, коли це буде необхідно для слухань щодо відмивання грошей. Слухання про екстрадицію не викликало суперечок, оскільки суд відмовив Баневу в призначенні нового захисника та відхилив прохання публічно призначеного адвоката на додатковий час для ознайомлення зі справою. Банева екстрадували до Італії 26 липня 2012 р.
У лютому 2013 року Софійський міський суд засудив Банева до 7,5 років позбавлення волі, виправдавши інших трьох обвинувачених. Адвокат Банева Іна Лульчева заявила, що апеляція на висновок Софійського міського суду буде заснована на відсутності доказів. За її словами, те, що група подорожувала разом, зробило їх щонайбільше екскурсійною, а не організованою злочинною групою.
Після чотиримісячного судового розгляду, у липні 2013 року Міланський міський суд засудив Банева до 20 років ув'язнення за участь у злочинній організації за міжнародний обіг наркотиків. Захисник Банева заявив, що він навіть не в'їжджав до Італії, і що немає жодного доказу, що пов'язує його з обвинуваченнями. Перед судом його адвокат зазначив, що всі докази прокурора Мілана надходять з Болгарії, а не з Італії — в Італії Банев ніколи не перебував під наглядом, його не прослуховувади. Італійський суддя, який виніс вирок Баневу, заявив в інтерв'ю відомій болгарській газеті, що він рекомендує Баневу оскаржити вирок, оскільки "досі не було передано жодного доказу вини, не було доведено його участі у скоєнні злочинів, а засуджено Банева було лише за свідченнями (які вважалися правдивими) інших підсудних ".
Після суду Банева повернули до Болгарії, де в липні 2014 року Апеляційний суд Софії визнав його «невинним» у відмиванні грошей та звільнив умовно.
22 вересня 2015 року Верховний касаційний суд Італії скасував 20-річний термін ув'язнення Банева за нібито незаконний обіг наркотиків і призначив повторний розгляд до Апеляційного суду Мілана. Верховний касаційний суд Італії залишив у силі вироки всім іншим особам, засудженим за справою «Кокаїнові королі». Суд посилається на те, що несправедливе засудження Банева було зумовлене відсутністю будь -яких доказів та порушеннями у використанні фактів. Суд повідомив, що чисті активи і політична нейтральність Банева привели до «антагонізмів, які мотивованого неправильної оцінки».
У вересні 2021 року Банева було зааршетовано в Києві.

## Зустрічні звинувачення
Банев сказав, що його письмово запросили на зустріч з міністром внутрішніх справ Болгарії Руменом Петковим, який попросив допомоги Брендо — тобто неправдиво свідчити проти братів «Маргін». За словами Банева, його відмова співпрацювати з міністром є основною причиною звинувачень 2007 року у відмиванні грошей.

## Викрадення дочки Банева
Десятирічну доньку Банева, Лару, викрали троє чоловіків у масках близько 7:30 ранку 5 березня 2013 року, коли вона виходила зі свого будинку в Софії. Чоловіки двічі вистрілили у її беззбройного водія, у спину. Це було перше викрадення в Болгарії з 2009 року Мотиви викрадення були невідомі. На телевізійній прес-конференції через три дні головний прокурор Сотір Цацаров заявив, що «Викрадення Лари — це повідомлення для Брендо».
Під підозрою опинилися ключові політики кабінету Бойка Борисова у відставці, міністр Цветан Цветанов та начальник Головного управління з боротьби з організованою злочинністю Станімір Флоров. Як сказав Олексій Петров, «якщо Брендо розповість про Борисова, Цветанова та Флорова це дуже злякає». ЗМІ заявляли, що партія ГЕРБ через своїх двох головних діячів, Борисова та Цветанова, намагається утримати владу та виграти вибори будь-якою ціною, використовуючи жорстоке викрадення. Це повідомлення чітко передав сам Цветанов під час телевізійного інтерв'ю, в якому він уникнув питання «Де Лара?» кілька разів і нарешті відповів: «Те, що сталося, неприємне, але не забуваймо, хто її батько».
21 квітня 2013 Лару Баневу було звільнено, вона не постраждала. Її залишили біля відділу поліції в Софії приблизно о 22:00.

## Книга
У березні 2015 року Евелін Банев самостійно опублікував роман «Я дивлюсь на душу Болгарії» [Архівовано 20 березня 2015 у Wayback Machine.] (болг.: Съзирам Душата на България), який він написав у в'язниці. Банев також є художником обкладинки книги — ілюстрації двох мандал.